# 제3대 그래프턴 공작 오거스터스 피츠로이

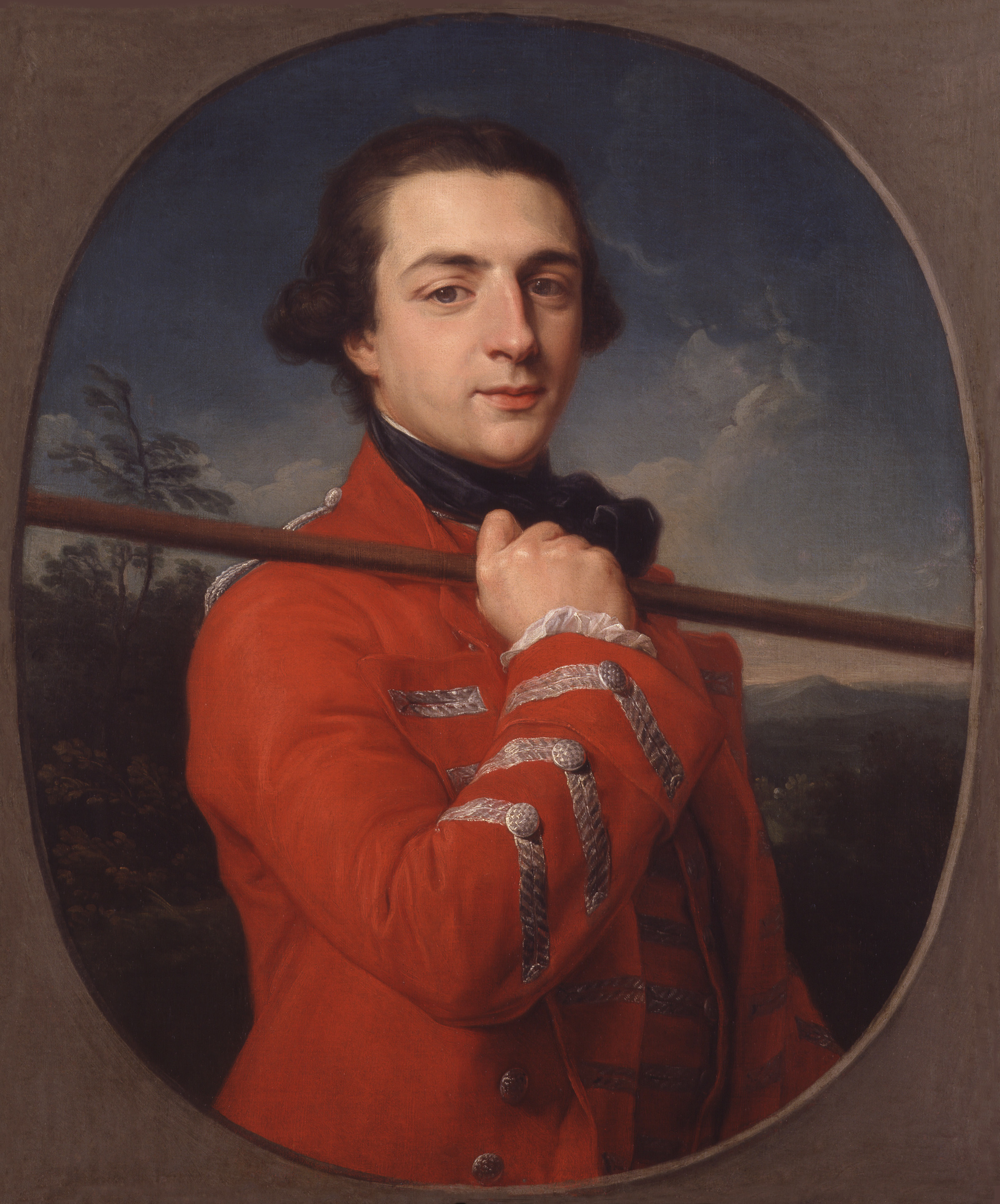
그래프턴 공작 (폼페오 바토니의 그림)

제3대 그래프턴 공작 오거스터스 피츠로이(Augustus Henry FitzRoy, 3rd Duke of Grafton, KG, PC, 1835년 9월 28일 ~ 1811년 3월 14일)는 조지 시대의 그레이트브리튼 왕국 휘그당 소속 정치인으로 1747년부터 1757년까지 유스턴 백작(Earl of Euston)의 칭호도 가지고 있었다. 부친은 오거스터스 피츠로이 경이며 조부는 선대 그래프턴 공작 찰스 피츠로이이다. 그는 총리를 지낸 몇 안 되는 공작위자들 중 한 명이다.
1768년 윌리엄 피트 총리가 건강 악화를 이유로 사임하자 33세의 젊은 나이로 총리직을 이어받아 피트의 지지자들을 었으며, 15년 후 소 피트가 총리직에 임명될 때까지 최연소 총리직을 수행하였다. 그래프턴은 7년전쟁에서 그레이트브리튼의 승리한 이후 세계적인 강자의 지위를 확립할 수 있도록 외교적 노력을 다하였으나, 프랑스가 코르시카를 합병하자 이에 대해 책임이 물어져 결국 1770년 토리당의 노스 경에게 권력을 이양하면서 물러났다.